# Casa di Biagio Rossetti
La casa di Biagio Rossetti si trova in via XX Settembre 152 a Ferrara. L'edificio è stato costruito a partire dalla fine del XV secolo dall'architetto dell'Addizione Erculea Biagio Rossetti  Attualmente ospita uffici e servizi comunali tra cui il Centro IDEA (Centro di Educazione alla Sostenibilità) e il Centro di Documentazione Raccontinfanzia.

## Storia
La casa venne costruita dall'architetto di Ercole I d'Este Biagio Rossetti per sé stesso e per la sua famiglia attorno alla fine del XV secolo e fu pronta solo nel 1502. L'edificio è rimasto tra le proprietà della famiglia Rossetti sino circa alla metà del XVII secolo.
Dopo un primo restauro realizzato nel 1910-1911 dall'associazione Ferrariae Decus che ne ha modificato in parte la facciata, nel 1974 è stato acquistata dal comune di Ferrara. Dopo un ulteriore intervento di restauro, dal 1998 è stata per alcuni anni sede del Musarc (Museo dell’Architettura).

## Descrizione

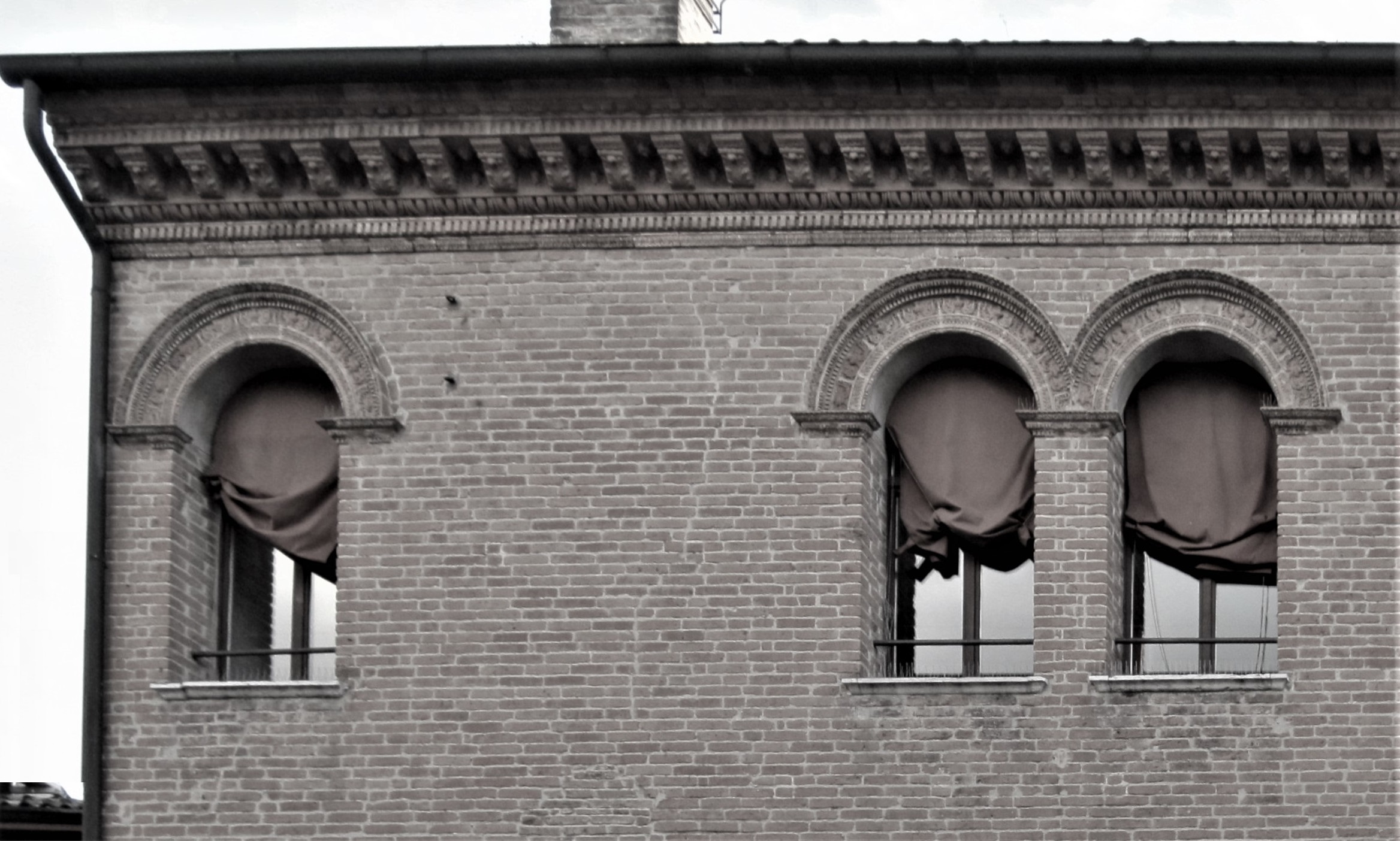
Le finestre abbinate a simulare una bifora.

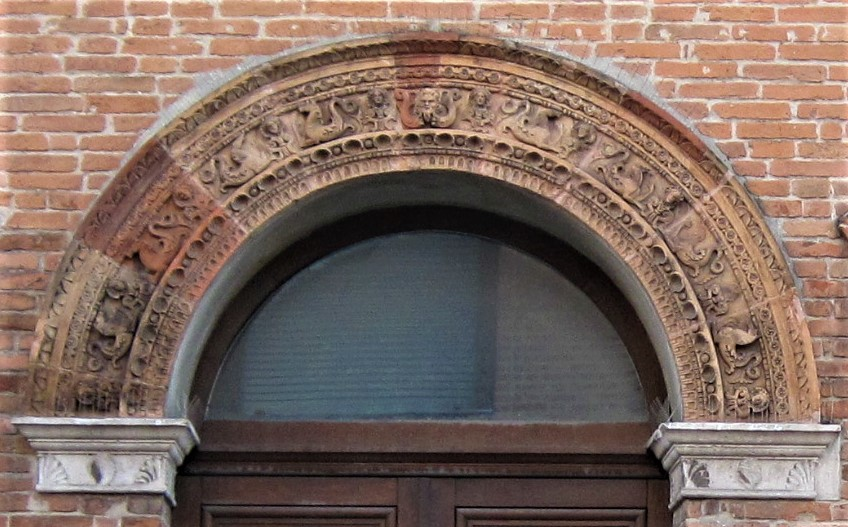
Arco in cotto sul portale di accesso, particolare.

L'importanza della casa non è legata alle sue dimensioni, di poco superiori alla casa di Ludovico Ariosto e che è parva per definizione, ma alle scelte architettoniche che permettono di approfondire l'arte di Rossetti. Essendo la sua abitazione vi dedicò molto impegno e allo stesso tempo, essendo forse vincolato da non enormi disponibilità finanziarie, operò con la massima attenzione per i particolari e nella scelta dei collaboratori e delle maestranze.
Una delle caratteristiche estetiche è l'utilizzo che vi viene fatto delle finestre. Alcune di queste sono avvicinate a simulare bifore, modulo già presente nell'architettura veneziana del periodo ma che in questo caso sono riviste e trasformate. Nessuna vera bifora viene utilizzata perché le due aperture abbinate corrispondono, all'interno, ad ambienti diversi e quindi sono posizionate nella prossimità della parete divisoria creando, nelle stanze, un'illuminazione particolare.
Nel complesso la scelta dei materiali di costruzione (il cotto ferrarese) e le soluzioni adottate sia sulla facciata sia negli interni sia nel cortile e nella loggia ne fecero un modello che per secoli venne adottato in molte costruzioni del centro estense. Rossetti operò in modo quasi ermetico riducendo la forma al suo essenziale.
Gli archetti delle finestre e ancor più l'arco del portale d'ingresso, realizzati in cotto, sono estremamente raffinati. Sull'ingresso gli elementi dell'arco raffigurano cavalli marini, conchiglie, putti e, al centro, un volto senile.